# Palazzo Bobrinskij
Palazzo Bobrinskij è un edificio storico del centro di Firenze situato in via de' Cerretani 6, angolo via Ferdinando Zannetti e via de' Conti.

## Storia e descrizione
Walther Limburger indica l'edificio come nuova e moderna costruzione eretta in luogo del Seminario Arcivescovile, quest'ultimo realizzato tra il 1721 e il 1724 con l'unione di un palazzo di proprietà dei Cerretani (alienato dalla famiglia negli anni 1640) e di altre case, a loro volta erette sugli orti di pertinenza del vicino convento di Santa Maria Maggiore. Questo edificio, organizzato su via de' Cerretani con due brevi ali su via Ferdinando Zannetti e via de' Conti, fu venduto nel 1785 ai Rotilensi, con il parallelo trasferimento del Seminario nel monastero già dei Cistercensi in piazza di Cestello (Seminario maggiore arcivescovile di Firenze). È presumibilmente in questo stesso periodo che il palazzo fu adattato a locanda (Albergo di Nuova York), che comunque sappiamo sicuramente attiva ai primi dell'Ottocento per essere stata scelta come alloggio dallo storico inglese Henry Hallam in più occasioni tra il 1812 e il 1818, dallo scrittore americano James Fenimore Cooper durante il suo soggiorno fiorentino del 1828, e dal poeta americano Arthur Hugh Clough al suo arrivo in città nel 1861. 

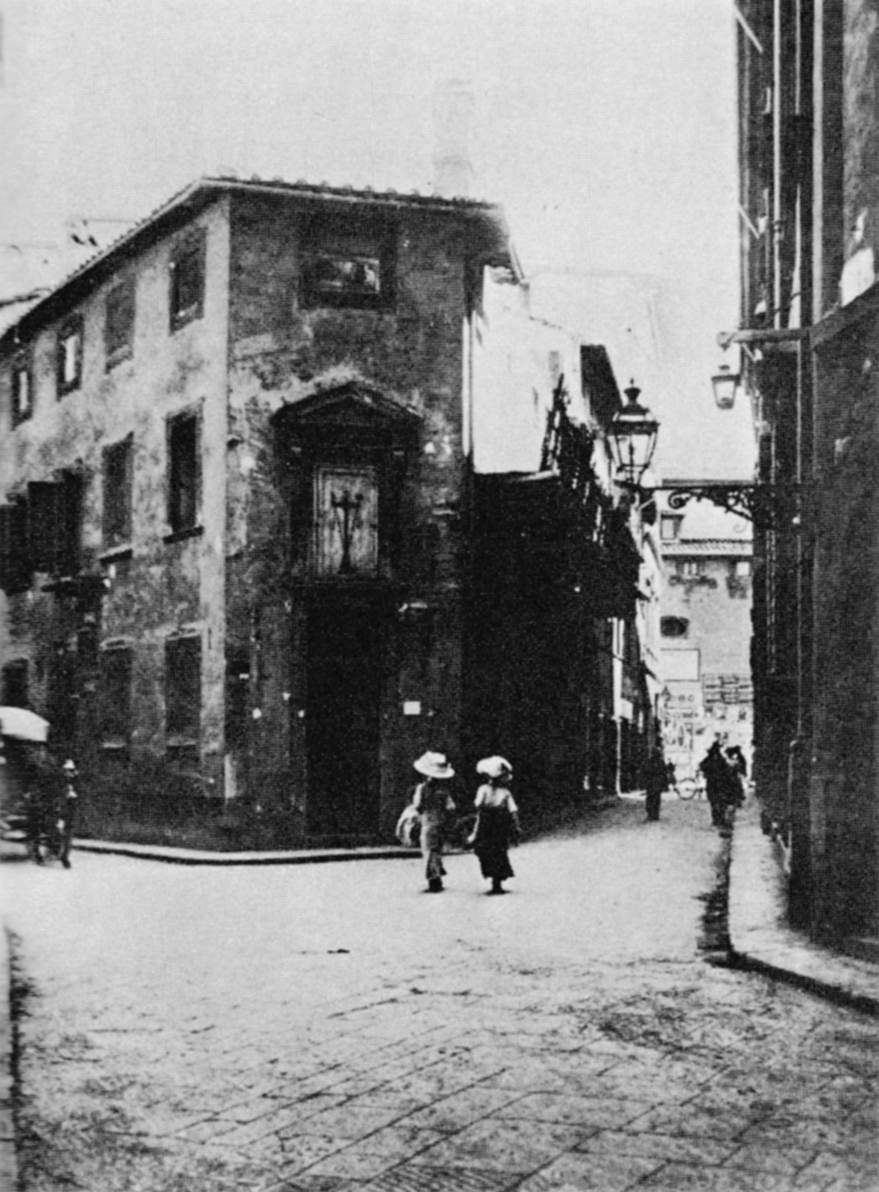
Aspetto della zona posteriore del palazzo in una foto del 1906 di Mario Nunes Vais. Il tabernacolo oggi si trova in via de' Corsi.

Nel frattempo la proprietà era passata dai Rotilensi ai Bettini e, nel 1841, ai Modigliani, probabilmente gli stessi che nella seconda metà dell'Ottocento troviamo gestire l'Albergo Metropoli e Londra (Hotel Métropole et Londres) ospitato nel palazzo Sassetti di via de' Sassetti 4. Nel 1861, per agevolare l'ampliamento della via diventata determinante nei collegamenti tra la nuova stazione ferroviaria Maria Antonia e il centro cittadino, il palazzo fu acquistato dal Comune di Firenze che tuttavia nello stesso anno lo cedette a Julija Bobrinskij (vedova del conte Pavel), con la clausola di farsi carico delle demolizioni finalizzate all'arretramento del fronte, così come dei costi per la sua ricostruzione. Ciò che quindi oggi si apprezza su via Cerretani è un'opera in stile neorinascimentale dell'architetto Vincenzo Micheli, realizzata tra il 1861 e il 1864 su commissione della ricca contessa russa (popolarmente nota a Firenze come la Babrisca, come ricorda Angiolo Pucci), la più importante per dimensioni e monumentalità tra quelle di riconfigurazione del fronte nord della strada, nel quadro delle opere di allargamento dell'asse viario progettate dall'ingegnere Luigi Del Sarto e dall'architetto Enrico Guidotti. 
Fatta salva l'unitarietà del disegno di questo prospetto principale, il complesso appare tuttavia frutto di diversi cantieri, e la stessa letteratura consultata tende a datare solo la parte sud su via de' Cerretani fra il 1861 e il 1864, dando come più tardo il corpo sul retro. 
In effetti si deve riconoscere in questo un fabbricato inizialmente del tutto autonomo rispetto al complesso, realizzato attorno al 1912 su commissione della Banca Mutua Popolare e progetto degli ingegneri Cesare Spighi e Ugo Giovannozzi, in un lotto dove erano delle case dei Martelli (ma il volume sull'opera del Giovannozzi curato da Carlo Barsi reca anche un'immagine del prospetto su via de' Cerretani). 
Nel 1915 circa il palazzo Bobrinskij era poi passato tra i beni del principe Camillo Ruspoli che intraprese lavori di ampliamento andando essenzialmente a saldare i due edifici tramite due basse ali su via Ferdinando Zannetti e via de' Conti, dovute a un progetto di Giuseppe Castellucci che tuttavia per gli esterni si limitò a riproporre il disegno proprio dei prospetti ottocenteschi (cantiere chiuso nel 1917). La soprelevazione di questi due nuovi corpi di fabbrica è invece da datarsi al 1947 per quanto riguarda via de' Conti (ingegnere Roberto Benetti per conto della Società Elettrica Selt Valdarno), e a dopo il 1982 per quanto concerne via Ferdinando Zannetti, nell'ambito di un cantiere nel quale si intervenne significativamente anche nella ridistribuzione degli spazi interni. 

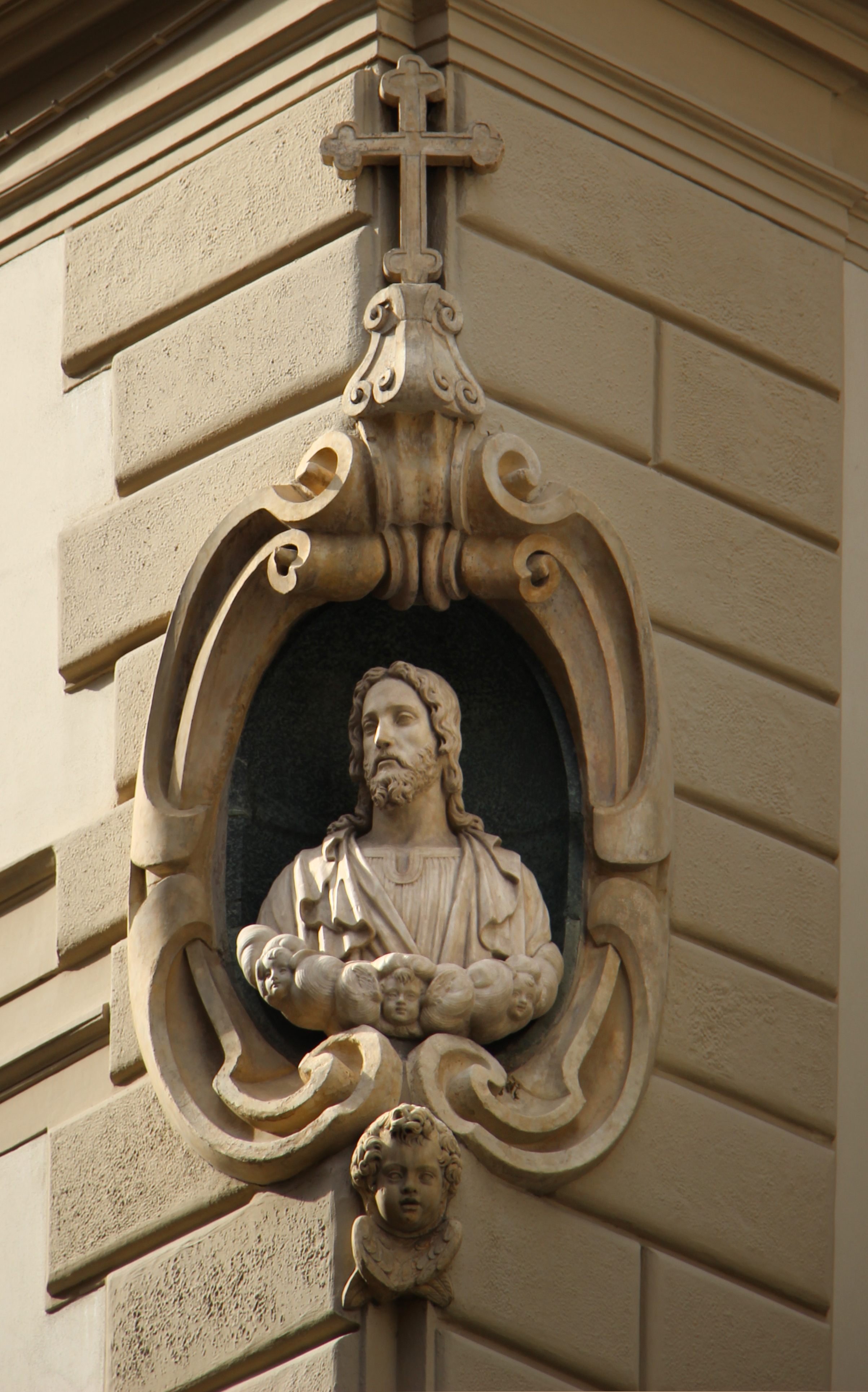
Il busto del Redentore

Attualmente l'edificio è proprietà della Banca Nazionale del Lavoro (Gruppo BNP Paribas) che con i suoi uffici occupa buona parte del palazzo, in ambienti dove peraltro erano conservati tre Paesaggi toscani dipinti nel 1936-1937 da Mario Romoli per il caffè Torricelli progettato dall'architetto Pier Niccolò Berardi (rimossi nel 1983). In altri ambienti trova collocazione la Libreria Feltrinelli (qui si segnalavano, in un ambiente oggi non più in uso dalla libreria, frammenti di un fregio pittorico dei primi del Novecento riconducibile a Galileo Chini). 
Il busto con l'immagine del Redentore posto in una nicchia di marmo sulla cantonata con via Ferdinando Zannetti, già indicato da Filippo Baldinucci come opera di Giovanni Battista Caccini (1587 ca.), proviene dal più antico palazzo Cerretani e fu qui collocato al tempo della proprietà Bobrinskij su prescrizione del Comune di Firenze. Dal lato di via de' Conti è una lapide che ricorda la presenza in questo luogo del Seminario Maggiore di Firenze e del ruolo avuto nella sua fondazione da parte dell'arcivescovo Tommaso Bonaventura della Gherardesca; al di sopra è murato uno scudo frammentario con l'arme dei Della Gherardesca (partito: nel primo d'oro, alla mezza aquila di nero coronata del campo, uscente dalla partizione; nel secondo troncato di rosso e d'argento), ambedue provenienti sempre dalla precedente costruzione. 
| |  |
| SEMINARIUM FLORENTINUM · SUMMO STUDIO · EXIMIA LIBERALITATE · OPTIMIS LEGIBUS EREXIT · DOTAVIT · INSTITUIT THOMAS BONAVENTURA · EX COMITIBUS GHERARDESCHA ARCHIEPISCOPUS FLORENTINUS |  |

Traduzione: «Tommaso Bonavenura dei conti Della Gherardesca, arcivescovo fiorentino, eresse, dotò e istituì il Seminario fiorentino, con sommo impegno, eccezionale generosità e leggi ottimali».
Le facciate sono state oggetto di un intervento di rifacimento e restauro nel 2014 e, in tale occasione, il busto del Redentore è stato sostituito da una copia, l'originale, restaurato, è conservato negli spazi interni.